# Théophile-Marie Louvard
Pour les articles homonymes, voir Louvard.
Théophile-Marie Louvard (à l'état civil : François Théophile Marie Louvard), né le 5 octobre 1858 et mort le 8 avril 1950 est un ecclésiastique catholique français, évêque de Langres puis de Coutances-et-Avranches.

## Biographie

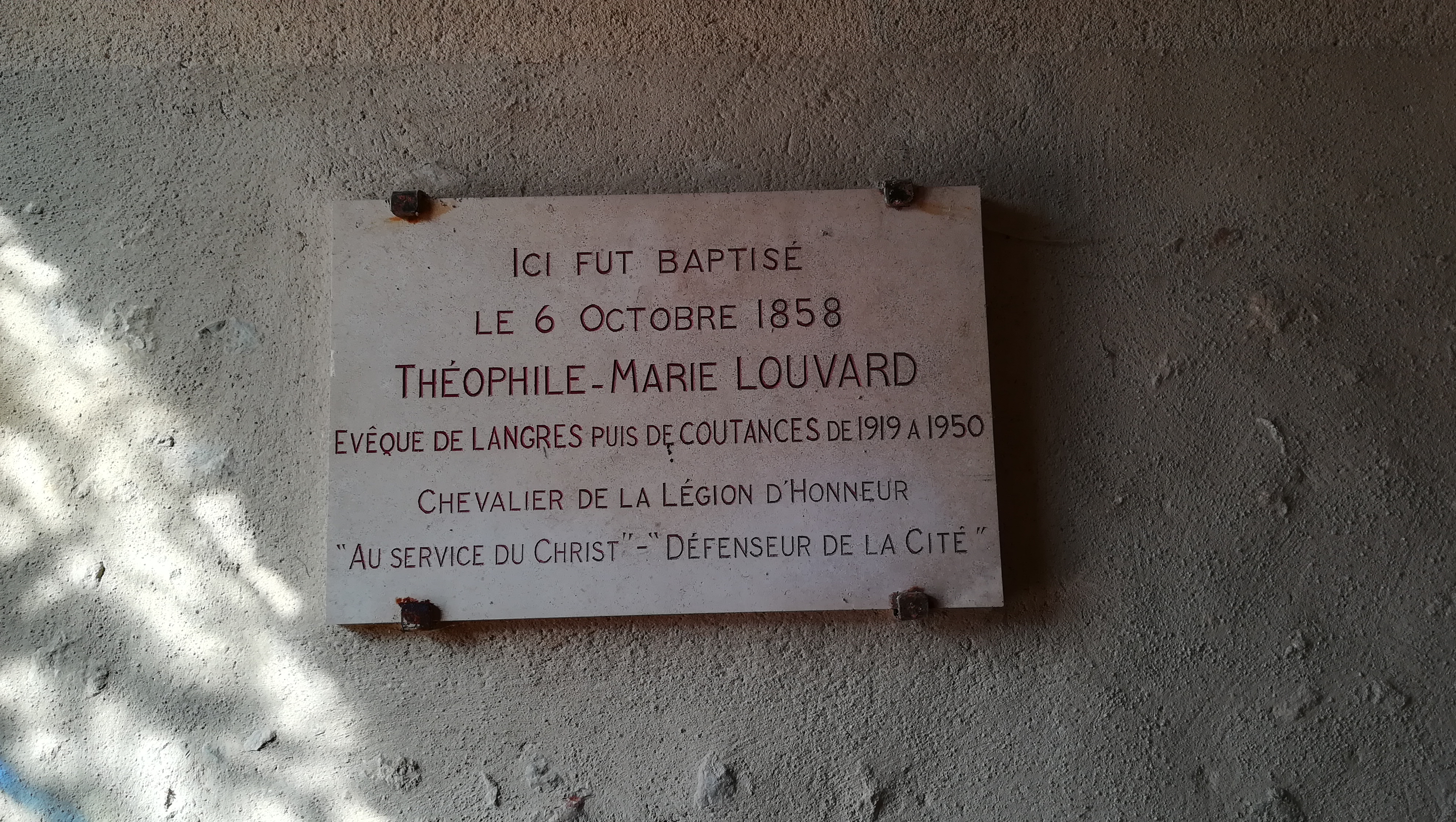
Plaque commémorative du baptême de Théophile-Marie Louvard, église de Radon

Il est né dans une famille de simples journaliers à Radon, petit village non loin d'Alençon. Ordonné prêtre à Sées le 3 juin 1882 et titulaire d'une licence ès lettres, la première partie de sa carrière se déroule dans l'enseignement catholique.
D'abord professeur de rhétorique au petit séminaire de Sées, il est ensuite appelé à l'école Saint-François-de-Sales d'Alençon dont il devient le supérieur en 1898. Théophile-Marie Louvard reste plus de vingt années à la tête de cet établissement de création récente, dont il fera beaucoup pour assurer le développement et le rayonnement. Il est par la suite nommé chanoine honoraire, et directeur de la section d'enseignement du bureau diocésain, et devient en 1918 vicaire général du diocèse de Séez.
Le 10 mars 1919, il est nommé évêque de Langres, et est consacré le 1er mai suivant par Claude Bardel, évêque de Sées, avec comme co-consécrateurs Alexandre Le Roy et Georges Grente. Théophile-Marie Louvard a alors 60 ans, mais c'est une carrière épiscopale de 30 années qui s'ouvre pour lui.

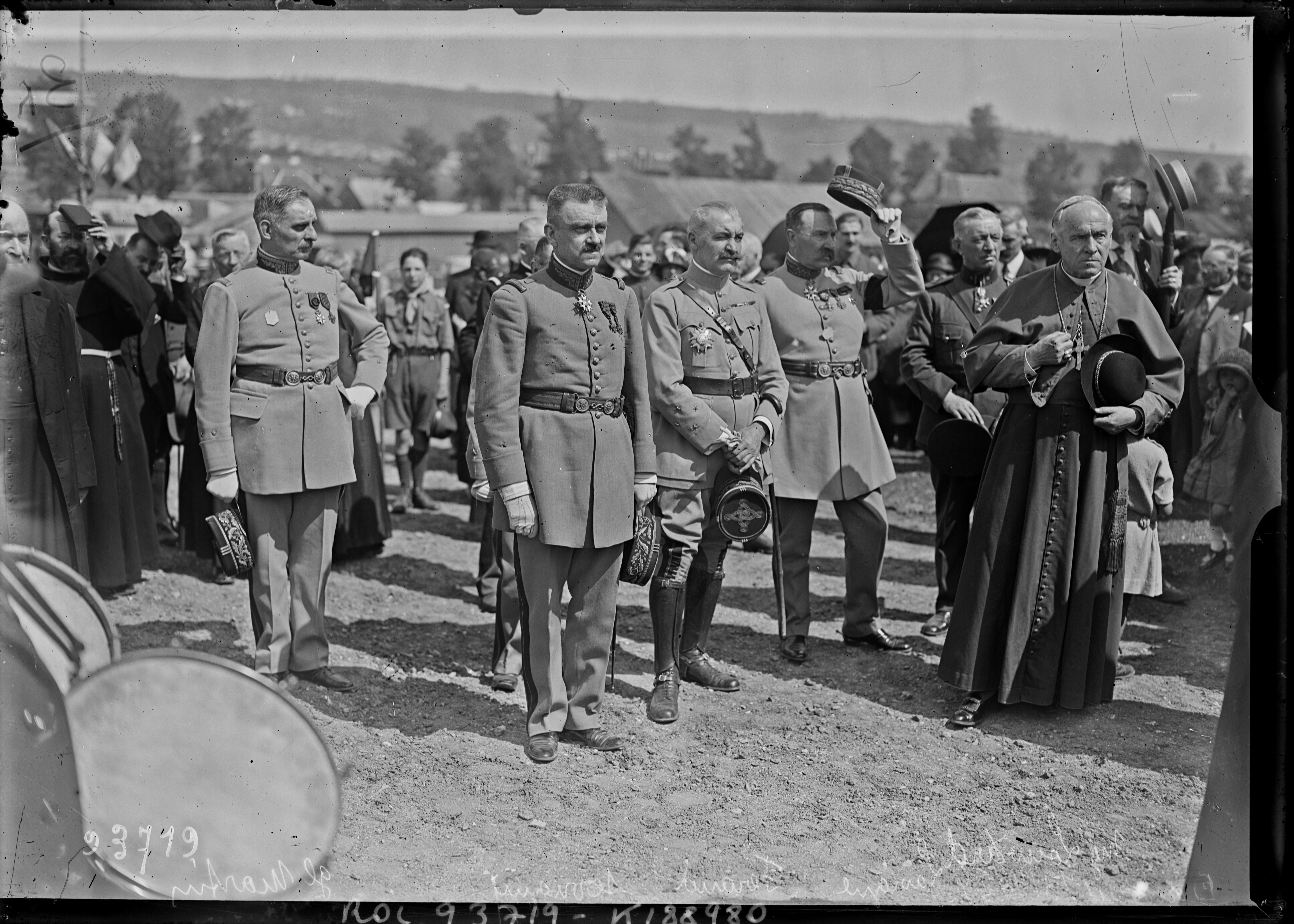
A Dormans le 13 juillet 1924 pour la commémoration de la Bataille de la Marne et compagnie de Paul Lavigne-Delville, Eugène Féraud, Bernard Serrigny et Henry Martin.

Après cinq ans à Langres, il retourne en Normandie comme évêque de Coutances-et-Avranches, où il est nommé le 31 octobre 1924. Il y demeurera un quart de siècle, jusqu'à sa mort survenue  dans sa 92e année à Coutances, le samedi de Pâques 8 avril 1950. Il était alors le doyen de l'épiscopat français.

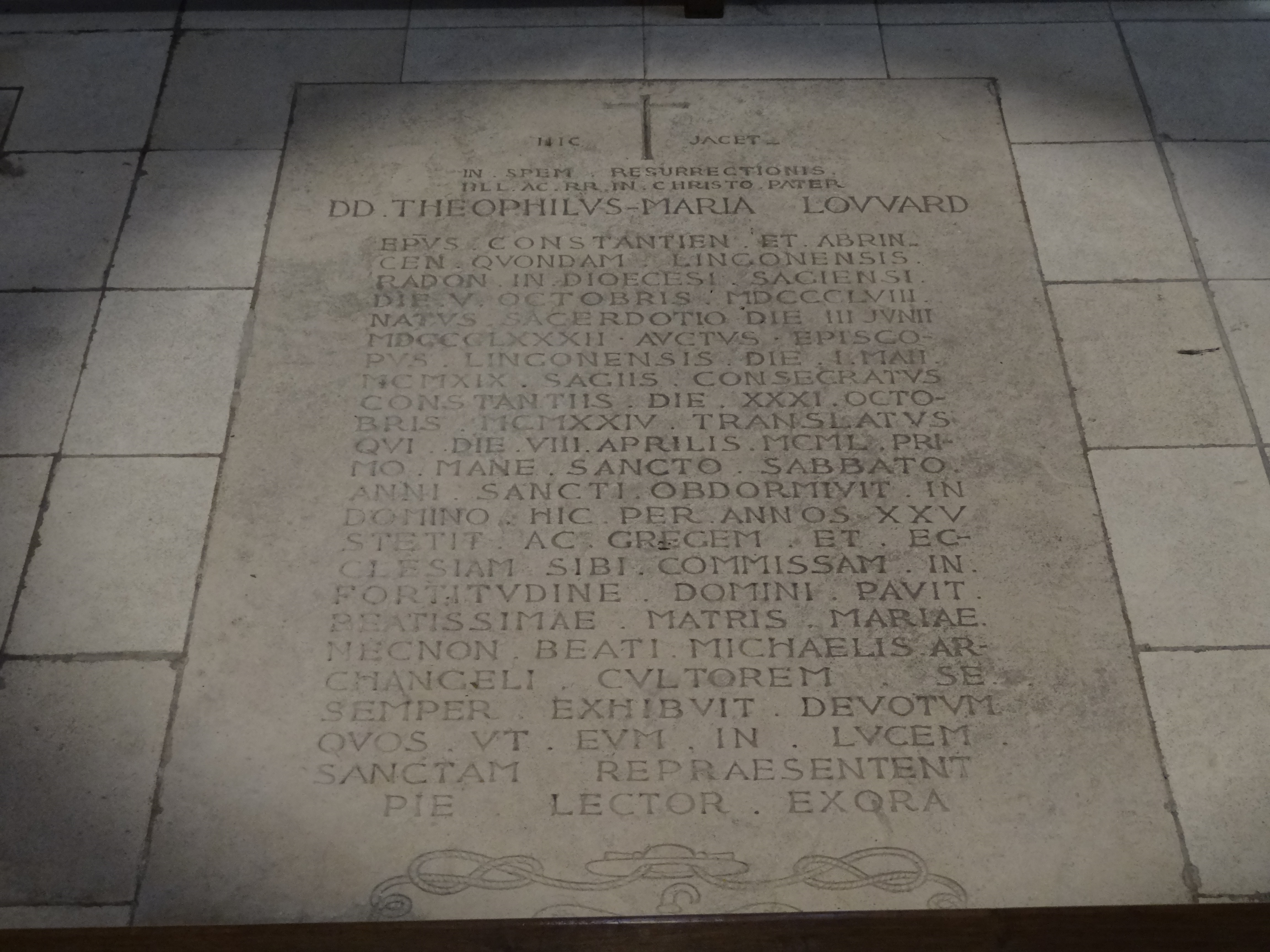
La tombe de Théophile-Marie Louvard dans la chapelle Saint-Jean de la cathédrale de Coutances.

Théophile-Marie Louvard est inhumé dans la chapelle Saint-Jean de la cathédrale de Coutances.

## Succession apostolique
Théophile-Marie Louvard a ordonné les évêques suivants :
- Évêque Alfred Flocard (1921)
- Évêque Octave-Louis Pasquet (1926)

## Distinction
- Chevalier de la Légion d'honneur (4 janvier 1950)[2]